# Società Sportiva Sambenedettese 1960-1961
Questa pagina raccoglie le informazioni riguardanti la Società Sportiva Sambenedettese nelle competizioni ufficiali della stagione 1960-1961.

## Rosa
| N. |                   | Ruolo | Calciatore         |
| -- | ----------------- | ----- | ------------------ |
|    | Italia (bandiera) | D     | Renato Alberti     |
|    | Italia (bandiera) | A     | Aldo Alessandri    |
|    | Italia (bandiera) | P     | Giorgio Bandini    |
|    | Italia (bandiera) | D     | Ferdinando Baston  |
|    | Italia (bandiera) | C     | Paolo Beni         |
|    | Italia (bandiera) | A     | Angelo Buratti     |
|    | Italia (bandiera) | A     | Renato Campanini   |
|    | Italia (bandiera) | A     | Raniero Cherri     |
|    | Italia (bandiera) | C     | Riccardo Mandolini |
|    | Italia (bandiera) | C     | Alberto Mari       |
|    | Italia (bandiera) | A     | Guglielmo Mecozzi  |
|    | Italia (bandiera) | C     | Enrico Nicchi      |
|    | Italia (bandiera) | A     | Nicola Novali      |

| N. |                   | Ruolo | Calciatore           |
| -- | ----------------- | ----- | -------------------- |
|    | Italia (bandiera) | A     | Gerardo Palmieri     |
|    | Italia (bandiera) | P     | Edo Patregnani       |
|    | Italia (bandiera) | A     | Remo Pennati         |
|    | Italia (bandiera) | D     | Giuseppe Pin         |
|    | Italia (bandiera) | A     | Pier Luigi Pucci     |
|    | Italia (bandiera) | C     | Giorgio Rumignani    |
|    | Italia (bandiera) | D     | Vittorio Russo       |
|    | Italia (bandiera) | A     | Aldo Santoni         |
|    | Italia (bandiera) | A     | Gino Stacchiotti     |
|    | Italia (bandiera) | A     | Giorgio Valentinuzzi |
|    | Italia (bandiera) | C     | Guido Venturini      |
|    | Italia (bandiera) | D     | Carlo Alberto Volpi  |

## Risultati

### Serie B

#### Girone di andata
| 25 settembre 1960 1ª giornata | Sambenedettese | 1 – 1 | Brescia |  |

| 2 ottobre 1960 2ª giornata | Marzotto Valdagno | 0 – 1 | Sambenedettese |  |

| 9 ottobre 1960 3ª giornata | Sambenedettese | 1 – 1 | Prato |  |

| 16 ottobre 1960 4ª giornata | Como | 3 – 0 | Sambenedettese |  |

| 23 ottobre 1960 5ª giornata | Sambenedettese | 3 – 0 | Catanzaro |  |

| 30 ottobre 1960 6ª giornata | Simmenthal-Monza | 0 – 1 | Sambenedettese |  |

| 6 novembre 1960 7ª giornata | Sambenedettese | 2 – 0 | Verona |  |

| 13 novembre 1960 8ª giornata | Foggia & Incedit | 2 – 1 | Sambenedettese |  |

| 20 novembre 1960 9ª giornata | Sambenedettese | 0 – 0 | Genoa |  |

| 27 novembre 1960 10ª giornata | Pro Patria | 2 – 1 | Sambenedettese |  |

| 4 dicembre 1960 11ª giornata | Sambenedettese | 1 – 1 | Palermo |  |

| 11 dicembre 1960 12ª giornata | Sambenedettese | 0 – 0 | Messina |  |

| 18 dicembre 1960 13ª giornata | Parma | 2 – 1 | Sambenedettese |  |

| 25 dicembre 1960 14ª giornata | Reggiana | 4 – 0 | Sambenedettese |  |

| 1º gennaio 1961 15ª giornata | Sambenedettese | 2 – 1 | Novara |  |

| 8 gennaio 1961 16ª giornata | Sambenedettese | 2 – 2 | Alessandria |  |

| 15 gennaio 1961 17ª giornata | Triestina | 0 – 0 | Sambenedettese |  |

| 22 gennaio 1961 18ª giornata | Ozo Mantova | 1 – 0 | Sambenedettese |  |

| 29 gennaio 1961 19ª giornata | Sambenedettese | 1 – 0 | Venezia |  |

#### Girone di ritorno
| 5 febbraio 1961 20ª giornata | Brescia | 2 – 0 | Sambenedettese |  |

| 12 febbraio 1961 21ª giornata | Sambenedettese | 2 – 0 | Marzotto Valdagno |  |

| 19 febbraio 1961 22ª giornata | Prato | 1 – 0 | Sambenedettese |  |

| 26 febbraio 1961 23ª giornata | Sambenedettese | 3 – 1 | Como |  |

| 5 marzo 1961 24ª giornata | Catanzaro | 1 – 0 | Sambenedettese |  |

| 12 marzo 1961 25ª giornata | Sambenedettese | 1 – 0 | Simmenthal-Monza |  |

| 19 marzo 1961 26ª giornata | Verona | 2 – 1 | Sambenedettese |  |

| 26 marzo 1961 27ª giornata | Sambenedettese | 1 – 0 | Foggia & Incedit |  |

| 2 aprile 1961 28ª giornata | Genoa | 5 – 0 | Sambenedettese |  |

| 9 aprile 1961 29ª giornata | Sambenedettese | 0 – 2 | Pro Patria |  |

| 16 aprile 1961 30ª giornata | Palermo | 3 – 0 | Sambenedettese |  |

| 23 aprile 1961 31ª giornata | Messina | 1 – 2 | Sambenedettese |  |

| 30 aprile 1961 32ª giornata | Sambenedettese | 2 – 0 | Parma |  |

| 7 maggio 1961 33ª giornata | Sambenedettese | 1 – 1 | Reggiana |  |

| 11 maggio 1961 34ª giornata | Novara | 0 – 1 | Sambenedettese |  |

| 14 maggio 1961 35ª giornata | Alessandria | 1 – 0 | Sambenedettese |  |

| 21 maggio 1961 36ª giornata | Sambenedettese | 1 – 0 | Triestina |  |

| 28 maggio 1961 37ª giornata | Sambenedettese | 2 – 0 | Ozo Mantova |  |

| 4 giugno 1961 38ª giornata | Venezia | 3 – 0 | Sambenedettese |  |

## Statistiche

### Statistiche di squadra
| Competizione | Punti | In casa | In casa | In casa | In casa | In casa | In casa | In trasferta | In trasferta | In trasferta | In trasferta | In trasferta | In trasferta | Totale | Totale | Totale | Totale | Totale | Totale | DR |
| Competizione | Punti | G       | V       | N       | P       | Gf      | Gs      | G            | V            | N            | P            | Gf           | Gs           | G      | V      | N      | P      | Gf     | Gs     | DR |
| ------------ | ----- | ------- | ------- | ------- | ------- | ------- | ------- | ------------ | ------------ | ------------ | ------------ | ------------ | ------------ | ------ | ------ | ------ | ------ | ------ | ------ | -- |
| Serie B      | 39    | 19      | 11      | 7       | 1       | 26      | 10      | 19           | 4            | 2            | 13           | 9            | 32           | 38     | 15     | 9      | 14     | 35     | 42     | -7 |
| Coppa Italia |       | 2       | 1       | 0       | 1       | 3       | 5       | 1            | 1            | 0            | 0            | 2            | 1            | 3      | 2      | 0      | 1      | 5      | 6      | -1 |
| Totale       |       | 21      | 12      | 7       | 2       | 29      | 15      | 20           | 5            | 2            | 13           | 11           | 33           | 41     | 17     | 9      | 15     | 40     | 48     | -8 |

### Statistiche dei giocatori
| Giocatore       | Serie B  | Serie B | Coppa Italia | Coppa Italia | Totale   | Totale |
| Giocatore       | Presenze | Reti    | Presenze     | Reti         | Presenze | Reti   |
| --------------- | -------- | ------- | ------------ | ------------ | -------- | ------ |
| R. Alberti      | 35       | 0       | 3            | 0            | 38       | 0      |
| A. Alessandri   | 1        | 0       | -            | -            | 1        | 0      |
| G. Bandini      | 5        | -4      | 1            | -1           | 6        | -5     |
| F. Baston       | 25       | 0       | 1            | 0            | 26       | 0      |
| P. Beni         | 31       | 7       | 2            | 3            | 33       | 10     |
| A. Buratti      | 28       | 1       | 2            | 0            | 30       | 1      |
| R. Campanini    | 16       | 5       | 1            | 0            | 17       | 5      |
| R. Cherri       | 1        | 0       | -            | -            | 1        | 0      |
| R. Mandolini    | 1        | 0       | -            | -            | 1        | 0      |
| A. Mari         | 2        | 0       | -            | -            | 2        | 0      |
| G. Mecozzi      | 38       | 2       | 3            | 0            | 41       | 2      |
| E. Nicchi       | 3        | 0       | 1            | 0            | 4        | 0      |
| N. Novali       | 33       | 4       | 3            | 0            | 36       | 4      |
| G. Palmieri     | 2        | 1       | 2            | 0            | 4        | 1      |
| E. Patregnani   | 33       | -38     | 3            | -5           | 36       | -43    |
| R. Pennati      | 26       | 5       | 1            | 0            | 27       | 5      |
| G. Pin          | 15       | 0       | -            | -            | 15       | 0      |
| P. Pucci        | 5        | 0       | -            | -            | 5        | 0      |
| G. Rumignani    | 33       | 3       | 3            | 2            | 36       | 5      |
| V. Russo        | 4        | 0       | 2            | 0            | 6        | 0      |
| A. Santoni      | 33       | 0       | 3            | 0            | 36       | 0      |
| G. Stacchiotti  | 2        | 0       | -            | -            | 2        | 0      |
| G. Valentinuzzi | 30       | 4       | 3            | 0            | 33       | 4      |
| G. Venturini    | 4        | 0       | -            | -            | 4        | 0      |
| C.A. Volpi      | 12       | 0       | 2            | 0            | 14       | 0      |